# Calozetes monticola
Calozetes monticola är en kvalsterart som beskrevs av Balogh och Sandór Mahunka 1969. Calozetes monticola ingår i släktet Calozetes och familjen Microzetidae. Inga underarter finns listade.